# Strasburg (Illinois)
Strasburg es una villa ubicada en el condado de Shelby en el estado estadounidense de Illinois. En el Censo de 2010 tenía una población de 467 habitantes y una densidad poblacional de 337,03 personas por km².

## Geografía
Strasburg se encuentra ubicada en las coordenadas 39°20′59″N 88°37′16″O / 39.34972, -88.62111. Según la Oficina del Censo de los Estados Unidos, Strasburg tiene una superficie total de 1.39 km², de la cual 1.39 km² corresponden a tierra firme y (0%) 0 km² es agua.

## Demografía
Según el censo de 2010, había 467 personas residiendo en Strasburg. La densidad de población era de 337,03 hab./km². De los 467 habitantes, Strasburg estaba compuesto por el 98.5% blancos, el 0.21% eran afroamericanos, el 0% eran amerindios, el 0% eran asiáticos, el 0% eran isleños del Pacífico, el 0.86% eran de otras razas y el 0.43% pertenecían a dos o más razas. Del total de la población el 0.86% eran hispanos o latinos de cualquier raza.